# لیام دلپ
لیام دلاپ (انگلیسی: Liam Delap؛ زادهٔ ۸ فوریهٔ ۲۰۰۳) بازیکن فوتبال اهل انگلستان است که در پست مهاجم برای باشگاه فوتبال چلسی در لیگ برتر فوتبال انگلستان بازی می‌کند.
از باشگاه‌هایی که در آن بازی کرده است می‌توان به باشگاه فوتبال منچستر سیتی اشاره کرد.
وی همچنین در تیم‌های ملی فوتبال زیر ۱۵ سال انگلستان، زیر ۱۶ سال انگلستان، زیر ۱۷ سال انگلستان، زیر ۱۸ سال انگلستان، زیر ۱۹ سال انگلستان، زیر ۲۰ سال انگلستان و زیر ۲۱ سال انگلستان بازی کرده است.

## دوران باشگاهی

### منچستر سیتی
دلپ در سن شش سالگی به آکادمی دربی کانتی پیوست، جایی که ۱۰ سال آینده را قبل از پیوستن به آکادمی منچسترسیتی در سال ۲۰۱۹ گذراند و از سنین جوانی تحت تأثیر قرار گرفت و در چندین سطح جوانان با انگلیس همبازی شد. او یک گل زد و دو گل دیگر را در فینال جام لیگ برتر زیر ۱۸ سال ۲۰۲۰ به ثمر رساند.
در ۲۴ سپتامبر ۲۰۲۰، دلاپ اولین بازی خود را برای تیم اصلی در برد خانگی ۲–۱ مقابل AFC بورنموث در جام EFL انجام داد و اولین گل بزرگسالان خود را در دقیقه ۱۸ به ثمر رساند. پس از مسابقه، مدیر پپ گواردیولا از او تمجید کرد و تأیید کرد که دلاپ به تمرین با تیم اصلی ادامه خواهد داد. سه روز بعد، او اولین بازی خود را در لیگ برتر در شکست خانگی ۵–۲ مقابل لسترسیتی انجام داد و در دقیقه ۵۱ به جای فرناندینیو به میدان رفت. در آوریل ۲۰۲۱، گواردیولا تأیید کرد که دلاپ قبل از فصل بعد به‌طور دائم به تیم اصلی منتقل خواهد شد. دلاپ اولین جام خود را در ۲۵ آوریل به دست آورد، زمانی که سیتی در فینال جام اتحادیه در ورزشگاه ومبلی تاتنهام را ۱–۰ شکست داد. دلاپ، با این حال، برای تیم انتخاب نشد و در عوض مجبور شد مسابقه را از روی سکوها دنبال کند.
در طول پیش فصل ۲۰۲۱، دلاپ از ناحیه پایش آسیب دید، که منجر به از دست دادن ترکیب شیلد مقابل لسترسیتی شد، که منچسترسیتی آن را ۱–۰ شکست داد، و بازی افتتاحیه لیگ برتر ۲۰۲۱–۲۲ در برابر تاتنهام هاتسپور، که آن‌ها نیز ۱–۰ شکست خوردند. در ۲۰ آگوست، در میان علاقه چندین باشگاه چمپیونشیپ به دنبال قرضی او، دلاپ قرارداد خود را برای سه سال تمدید و ۲۰۲۶ باشگاه نگه داشت. لیگ برتر، برنده شدن پنالتی برای گل چهارم. در ۱۵ فوریه ۲۰۲۲، دلاپ اولین بازی خود در لیگ قهرمانان اروپا را در بازی اول مرحله یک‌هشتم نهایی به عنوان جانشین برناردو سیلوا، در برد ۵–۰ خارج از خانه مقابل اسپورتینگ سی پی قهرمان لیگ قهرمانان اروپا انجام داد.
در ۱۸ آگوست ۲۰۲۲، دلپ به صورت قرضی برای فصل ۲۰۲۲–۲۰۲۳ به استوک سیتی پیوست. او اولین گل خود را برای استوک در پیروزی ۳–۱ مقابل شفیلد یونایتد در ۸ اکتبر ۲۰۲۲ به ثمر رساند. پس از انجام ۲۳ بازی برای استوک و به ثمر رساندن سه گل، دلپ در ۱۲ ژانویه ۲۰۲۳ توسط منچسترسیتی فراخوانده شد و برای باقیمانده فصل ۲۲–۳۰ به پرستون نورث اند فرستاده شد.
در ۲ ژوئیه ۲۰۲۳، دلاپ با یک فصل قرضی به هال سیتی پیوست. او اولین بازی خود را در ۵ اوت ۲۰۲۳ در باخت ۲–۱ خارج از خانه مقابل نوریچ سیتی انجام داد و گل ابتدایی مسابقه را به ثمر رساند. دلپ به عنوان بهترین بازیکن ماه هال سیتی برای دسامبر ۲۰۲۳ انتخاب شد.

### ایپسویچ تاون
در ۱۳ ژوئیه ۲۰۲۴، دلاپ با قراردادی دائمی به ارزش ۲۰ میلیون پوند با قراردادی پنج ساله به باشگاه تازه ارتقا یافته لیگ برتر ایپسویچ تاون پیوست. دلاپ اولین گل خود را برای باشگاه در ۳۱ اوت به ثمر رساند و در تساوی ۱–۱ با فولام گل اول را به ثمر رساند. در تساوی ۲–۲ خانگی برابر استون ویلا به ثمر رساند، و اولین بازیکن ایپسویچ بود که پس از مارکوس بنت در مارس ۲۰۰۲، دو گل در یک بازی لیگ برتر به ثمر. اولین پیروزی مقابل آبی‌ها از سال ۱۹۹۳.

## دوران ملی
دلاپ نماینده انگلیس در سطح جوانان بوده است. او در مسابقات مرسدس بنز اژه ۲۰۱۹ برای تیم‌های بین‌المللی زیر ۱۶ سال در ترکیه به عنوان بهترین گلزن به پایان رسید و برای تیم زیر ۱۷ سال بازی کرد. در ۲۹ مارس ۲۰۲۱، دلاپ اولین بازی خود را برای زیر ۱۸ سال انگلستان در جریان پیروزی ۲–۰ خارج از خانه مقابل ولز در ورزشگاه لکویت انجام داد. در ۲۳ مارس ۲۰۲۲، دلاپ اولین بازی زیر ۱۹ سال خود را به عنوان بازیکن تعویضی در پیروزی ۳–۱ مقابل جمهوری ایرلند در طول مسابقات قهرمانی اروپا زیر ۱۹ سال ۲۰۲۲ در ورزشگاه بسکوت انجام داد. در ۱۷ ژوئن ۲۰۲۲، دلاپ در تیم زیر ۱۹ سال انگلستان برای مسابقات قهرمانی اروپا زیر ۱۹ سال ۲۰۲۲ قرار گرفت. او تنها گل مسابقه را در آخرین بازی گروهی آنها به ثمر رساند. در ۱ ژوئیه ۲۰۲۲، دلاپ در وقت اضافه در فینال از روی نیمکت بیرون آمد و به آرون رمزی کمک کرد تا آخرین گل بازی را به ثمر برساند، زیرا انگلیس ۳–۱ اسرائیل را شکست داد و قهرمان مسابقات شد.
در ۲۱ سپتامبر ۲۰۲۲، دلاپ اولین بازی زیر ۲۰ سال خود را در انگلیس انجام داد و در جریان پیروزی ۳–۰ مقابل شیلی در پیناتر آرنا گلزنی کرد. در ۱۰ مه ۲۰۲۳، دلاپ در تیم ملی انگلیس برای جام جهانی فوتبال زیر ۲۰ سال ۲۰۲۳ قرار گرفت. در ۱۱ سپتامبر ۲۰۲۳، دلاپ اولین بازی گلزنی خود را برای تیم زیر ۲۱ سال انگلستان در جریان پیروزی ۳–۰ ۲۰۲۵ یوفا در مسابقات قهرمانی زیر ۲۱ سال اروپا در خارج از خانه مقابل لوکزامبورگ انجام داد.

## زندگی شخصی
دلپ در وینچستر، همپشایر، به دنیا آمد و پسر فوتبالیست حرفه‌ای سابق روری دلپ است که نماینده تیم ملی جمهوری ایرلند بود. برادر او فین دلپ بازیکن برتون آلبیون است.
پدربزرگ پدری و سه عموی او اصالتاً اهل لترکنی، شهرستان دونگال هستند، در حالی که مادربزرگ پدری او اهل مونالتی، شهرستان میث است.

## افتخارات
منچستر سیتی
- جام اتحادیه باشگاه‌های انگلستان: ۲۰۲۰–۲۱[۹]

چلسی
- جام جهانی باشگاه‌ها: ۲۰۲۵[۱۰]

زیر ۱۹ سال انگلستان
- UEFA European Under-19 Championship: ۲۰۲۲[۱۱]

انفرادی
- باشگاه فوتبال ایپسویچ تاون بازیکن جوان سال: ۲۰۲۴–۲۵[۱۲]
- بازیکن سال ایپسویچ تاون از نگاه بازیکنان: ۲۰۲۴–۲۵[۱۲]
- گل فصل ایپسویچ تاون: ۲۰۲۴–۲۵[۱۲]